# Uribelarrea
Uribelarrea é uma localidade do partido de Cañuelas, da Província de Buenos Aires, na Argentina. Possui uma população estimada em 1.147 habitantes (INDEC 2001).

## Descrição
O centro cívico da vila de Uribelarrea é um local bem demarcado, como na maioria dos assentamentos planejados da Argentina, consistindo em uma praça principal (Plaza Centenario), projeto octogonal criado pelo engenheiro arquiteto Pedro Benoit (1889).
Este pequeno espaço verde de inspiração europeia, caminhos paisagísticos e espaço inspirador, há quatro diagonais de 45 graus, com a extensão de uma quadra. Em torno deste núcleo, composto da praça, igreja e da escola, construções de 1890 ainda que estejam em grande parte como a loja 'El Palenque. Na estação ferroviária, com redução de serviços desde a década de 1990, o Museu de Ferramentas "Leopoldo Rizzi" foi instalado.
Na aldeia também operam o Hospital Subzonal Especializado Dr. Dardo Rocha, que atende cerca de 100 pacientes com problemas neuropsiquiátricos; e a Fundação "Casa Grande" que ajuda a pessoas com problemas mentais leves e moderados. A presença de alguns personagens do povoado que possuem este tipo de problema resultou como uma curiosidade característica do lugar, que já chegou a ser retratado como um aspecto pintoresco do lugar..
Por outro lado, o acesso à vila é o bairro "Chacras de Uribelarrea" e uma planta de conversão de resíduos chamada "Recycomb S.A", ao lado da estação ferroviária.